# Olympische Sommerspiele 2024/Schießen – Trap (Männer)
Der Schießwettbewerb im Trap der Männer bei den Olympischen Spielen 2024 in Paris fand vom 29. bis 30. Juli 2024 statt. Schauplatz des Wettkampfs war das Centre National de Tir Sportif, das in der Kleinstadt Déols in der Region Centre-Val de Loire südlich von Paris liegt. Titelverteidiger war der Tscheche Jiří Lipták, der in Tokio im Stechen gegen seinen Landsmann David Kostelecký die Goldmedaille gewann.

## Titelträger
| Olympische Spiele 2020         | Jiří Lipták         | Tokio            |
| Weltmeisterschaften 2023       | Giovanni Cernogoraz | Baku             |
| Afrikameisterschaften 2023     | Haffari Driss       | Kairo            |
| Panamerikameisterschaften 2024 | Derrick Mein        | Santo Domingo    |
| Asienmeisterschaften 2024      | Mohammad Beyranvand | Kuwait           |
| Europameisterschaften 2024     |                     | Lonato del Garda |
| Ozeanienmeisterschaften 2023   | Owen Robinson       | Brisbane         |

## Qualifikation
Die Qualifikation erfolgte über Welt- und Kontinentalmeisterschaften zwischen Sommer 2022 und Frühjahr 2024, bei denen sich jeweils eine bestimmte Zahl an Schützen qualifizierten. Zudem wurde im April 2024 in Doha ein finales Qualifikationsturnier ausgetragen, bei dem ein weiterer Startplatz vergeben wurde. Auch der beste, noch nicht qualifizierte Athlet des Qualifikationsrankings erhielt einen Startplatz. Ebenso wurde eine Wildcard vergeben und Gastgeber Frankreich ein Startplatz garantiert. Maximal zwei Schützen pro Land durften an dem Wettkampf teilnehmen. Schützen, die sich in einem Wettkampf qualifiziert hatten, durften auch in anderen Wettbewerben an den Start gehen, sofern sie im Qualifikationsranking des jeweiligen Wettkampfs geführt waren, an mindestens zwei internationalen Meisterschaften im Qualifikationszeitraum in diesem Wettkampf teilgenommen hatten und das Maximum von zwei Athleten pro NOK nicht überschritten wurde.

## Ergebnisse

### Qualifikation
| Rang | Athlet                  | Nation                  | 1  | 2  | 3  | 4  | 5  | Gesamt | Stechen | Anm. |
| ---- | ----------------------- | ----------------------- | -- | -- | -- | -- | -- | ------ | ------- | ---- |
| 1    | Qi Ying                 | China                   | 25 | 23 | 25 | 25 | 25 | 123    | +7      | Q    |
| 2    | Nathan Hales            | Großbritannien          | 25 | 24 | 24 | 25 | 25 | 123    | +6      | Q    |
| 3    | James Willett           | Australien              | 25 | 24 | 25 | 24 | 25 | 123    | +1      | Q    |
| 4    | Rickard Levin-Andersson | Schweden                | 25 | 24 | 25 | 24 | 25 | 123    | +0      | Q    |
| 5    | Jean Pierre Brol        | Guatemala               | 24 | 25 | 23 | 25 | 25 | 122    | +14     | Q    |
| 6    | Derrick Mein            | Vereinigte Staaten      | 23 | 24 | 25 | 25 | 25 | 122    | +13     | Q    |
| 7    | Giovanni Cernogoraz     | Kroatien                | 23 | 25 | 25 | 24 | 25 | 122    | +10     |      |
| 8    | Yu Haicheng             | China                   | 25 | 23 | 25 | 25 | 24 | 122    | +6      |      |
| 9    | Mitchell Iles           | Australien              | 24 | 23 | 25 | 25 | 25 | 122    | +3      |      |
| 10   | Driss Haffari           | Marokko                 | 23 | 25 | 25 | 25 | 24 | 122    | +2      |      |
| 11   | Owen Robinson           | Neuseeland              | 23 | 25 | 23 | 25 | 25 | 121    |         |      |
| 12   | Yang Kun-pi             | Chinesisch Taipeh       | 22 | 25 | 25 | 24 | 25 | 121    |         |      |
| 13   | Mauro De Filippis       | Italien                 | 25 | 24 | 23 | 24 | 25 | 121    |         |      |
| 14   | Alberto Fernández       | Spanien                 | 23 | 25 | 24 | 25 | 24 | 121    |         |      |
| 15   | Oğuzhan Tüzün           | Türkei                  | 25 | 25 | 23 | 24 | 24 | 121    |         |      |
| 16   | Giovanni Pellielo       | Italien                 | 24 | 24 | 25 | 25 | 23 | 121    |         |      |
| 17   | Khaled al-Mudhaf        | Kuwait                  | 24 | 25 | 23 | 24 | 24 | 120    |         |      |
| 18   | Jiří Lipták             | Tschechien              | 24 | 21 | 24 | 25 | 25 | 119    |         |      |
| 19   | Sébastien Guerrero      | Frankreich              | 24 | 23 | 23 | 24 | 25 | 119    |         |      |
| 20   | Eduardo Lorenzo         | Dominikanische Republik | 23 | 25 | 25 | 23 | 23 | 119    |         |      |
| 21   | Prithviraj Tondaiman    | Indien                  | 22 | 25 | 21 | 25 | 25 | 118    |         |      |
| 22   | Andrés García           | Spanien                 | 22 | 24 | 25 | 23 | 24 | 118    |         |      |
| 23   | Saeed Abusharib         | Katar                   | 24 | 22 | 24 | 25 | 23 | 118    |         |      |
| 24   | Mohammad Beyranvand     | Iran                    | 23 | 23 | 24 | 22 | 25 | 117    |         |      |
| 25   | Matthew Coward-Holley   | Großbritannien          | 24 | 22 | 24 | 23 | 24 | 117    |         |      |
| 26   | Marián Kovačócy         | Slowakei                | 22 | 24 | 24 | 24 | 23 | 117    |         |      |
| 27   | Will Hinton             | Vereinigte Staaten      | 22 | 23 | 23 | 24 | 24 | 116    |         |      |
| 28   | Leonel Martínez         | Venezuela               | 23 | 24 | 23 | 23 | 23 | 116    |         |      |
| 29   | Gianluca Chetcuti       | Malta                   | 24 | 22 | 23 | 25 | 22 | 116    |         |      |
| 30   | Said Al Khatri          | Oman                    | 23 | 25 | 22 | 21 | 23 | 114    |         |      |

### Finale
| Rang | Athlet                  | Nation             | 1  | 2  | 3  | 4  | 5  | 6  | Anmerkung |    |
| ---- | ----------------------- | ------------------ | -- | -- | -- | -- | -- | -- | --------- | -- |
| 1    | Nathan Hales            | Großbritannien     | 24 | 29 | 33 | 38 | 43 | 48 | Anmerkung | OR |
| 2    | Qi Ying                 | China              | 23 | 28 | 31 | 35 | 40 | 44 |           |    |
| 3    | Jean Pierre Brol        | Guatemala          | 22 | 26 | 31 | 35 |    |    |           |    |
| 4    | Rickard Levin-Andersson | Schweden           | 23 | 28 | 30 |    |    |    |           |    |
| 5    | Derrick Mein            | Vereinigte Staaten | 22 | 26 |    |    |    |    |           |    |
| 6    | James Willett           | Australien         | 19 |    |    |    |    |    |           |    |